# ザ・フューチャーヘッズ

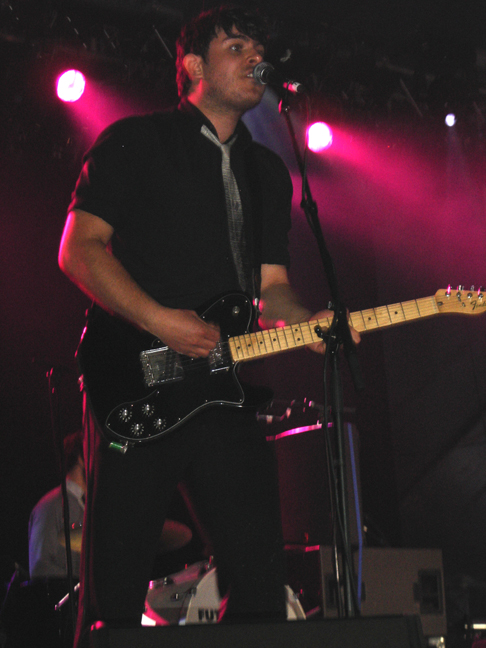
ロス・ミラード（ギター、バック・ボーカル）

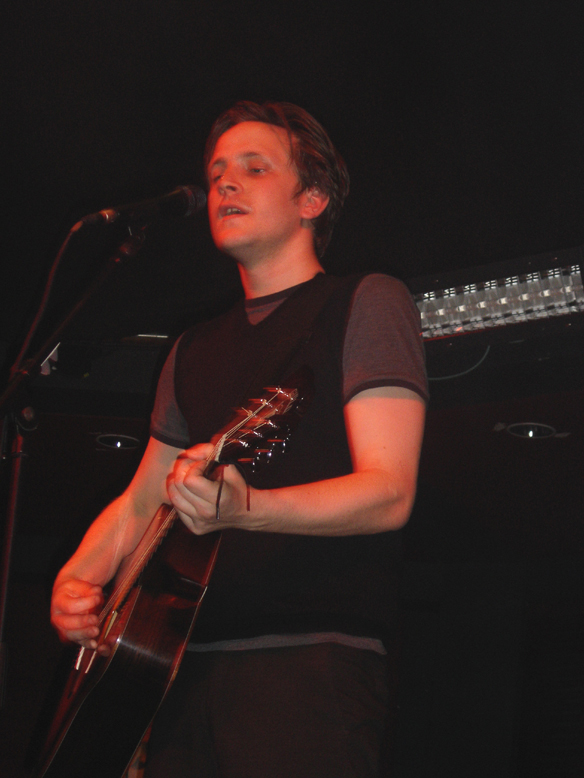
バリー・ハイド（リード・ボーカル、ギター）

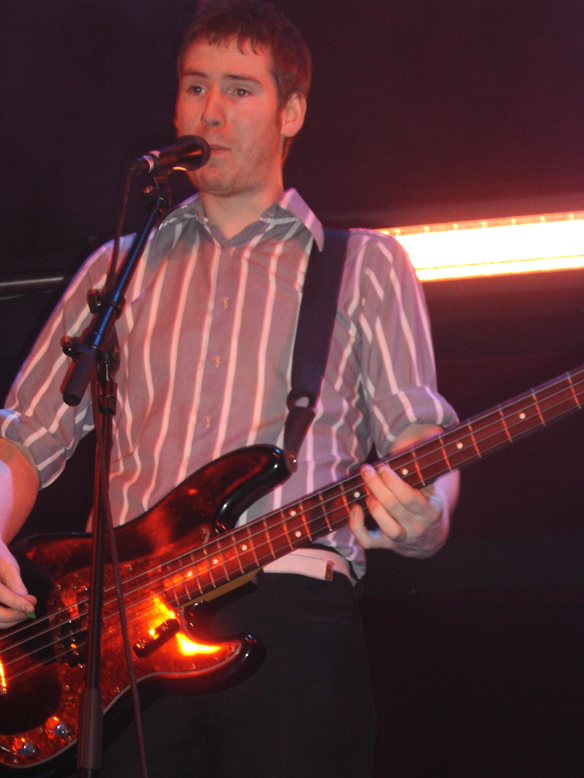
ジェフ（ベーシスト）

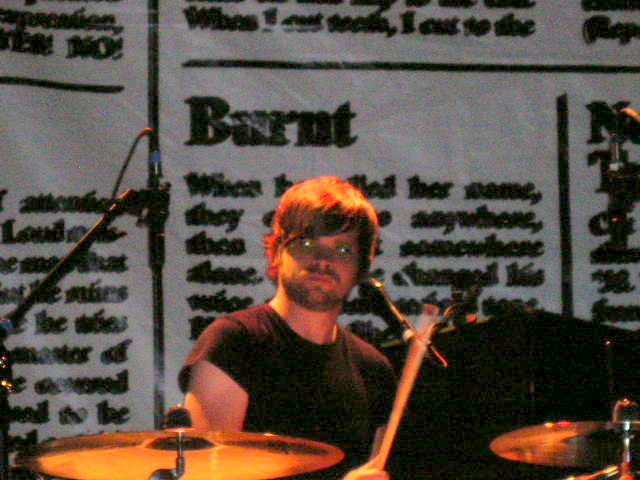
デイヴ・ハイド（ドラマー）

ザ・フューチャーヘッズ（The Futureheads）は、イギリスのロック・バンド。サンダーランド出身。

## 経歴
2000年にバンド結成。バンド名はフレーミング・リップスのアルバム『ヒット・トゥ・デス・イン・ザ・フューチャー・ヘッド』に由来。2002年に自費製作のデモ音源がギャング・オブ・フォーのアンディ・ギルの耳に留まり、ギルのプロデュースのもとシングル「First Day」をリリース。
ワーナー・ミュージック・グループ傘下の679レコーディングスと契約を交わし、ブロック・パーティーのファースト・アルバムを手掛けたポール・エプワースをプロデューサーに迎えたデビュー・アルバム『ザ・フューチャーヘッズ』を2004年7月にリリース（日本では翌年にリリース）。

## メンバー
- バリー・ハイド (Barry Hyde) - リード・ボーカル、ギター
- ロス・ミラード (Ross Millard) - ボーカル、ギター
- ジェフ (David "Jaff" Craig) - ボーカル、ベース
- デイヴ・ハイド (Dave Hyde) - ドラム

※バリーとデイヴは兄弟である。

### 旧メンバー
- ピーター・ブリュイス (Peter Brewis) - ドラム (2000年)

## ディスコグラフィ

### アルバム
- ザ・フューチャーヘッズ - The Futureheads (2004年、679 Recordings/Sire) ※全英11位
- ニュース・アンド・トリビューツ - News and Tributes (2006年、679/Vagrant) ※全英12位
- ディス・イズ・ノット・ザ・ワールド - This Is Not the World (2008年、Nul) ※全英17位
- The Chaos (2010年、Nul) ※全英48位
- Rant (2012年、Nul) ※全英125位
- Powers (2019年、Nul) ※全英53位

### EP
- Nul Book Standard (2002年、Project Cosmonaut)
- 1-2-3-Nul! (2003年、Fantastic Plastic) ※全英17位[1]
- Area (2005年、679 Recordings) ※全英18位[1]

### シングル
- "First Day" (2004年) ※全英58位
- "Decent Days and Nights" (2004年) ※全英26位
- "Meantime" (2004年) ※全英49位
- "Hounds of Love" (2005年) ※全英8位
- "Decent Days and Nights" (re-issue) (2005年) ※全英26位
- "Area" (2005年) ※全英18位
- "Skip to the End" (2006年) ※全英24位
- "Worry About It Later" (2006年) ※全英52位
- "The Beginning of the Twist" (2008年) ※全英20位
- "Radio Heart" (2008年) ※全英65位
- "Walking Backwards" (2008年)
- "I Wouldn't Be Like This if You Were Here" (2009年)
- "Heartbeat Song" (2010年) ※全英34位
- "I Can Do That" (2010年)
- "Christmas Was Better In The 80s" (2010年)
- "Acapella" (2011年)
- "Meet Me Halfway" (2012年)
- "The No. 1 Song In Heaven" (2012年)
- "Beeswing" (2012年)
- "Jekyll" (2019年)
- "Good Night Out" (2019年)
- "Listen, Little Man!" (2019年)